# Santuario Minatogawa
El santuario Minatogawa (湊川神社?) es un santuario sintoísta en el barrio de Chūō en Kōbe, capital de la prefectura de Hyōgo (Japón). El templo consagra al samurái Kusunoki Masashige y alberga diferentes tesoros, que incluyen muestras caligráficas copiadas a mano y espadas. Forma parte de los quince santuarios sintoístas que conmemoran eventos de la Restauración Kenmu.

## Historia
Mutsuhito mandó a construir en 1872 el santuario para conmemorar a Kusunoki Masashige, que falleció durante la batalla de Minatogawa en 1336. Esta derrota condujo al declive del gobierno de Go-Daigo Tennō y al alzamiento de Ashikaga Takauji. Los terrenos del templo se ubican en el mismo lugar de la contienda. Desde la Restauración Meiji, varios guerreros como Takasugi Shinsaku y Sakamoto Ryoma visitaron el santuario para presentar sus respetos a Masashige. En la actualidad, se trata de uno de los más concurridos de la ciudad para la celebración de acontecimientos familiares y de la fiesta de Año Nuevo.

## Arquitectura
El honden (salón principal) del santuario es una reconstrucción que data de 1952, ya que el original sufrió un incendio durante la Segunda Guerra Mundial. Detrás de este edificio se encuentra un montículo donde hipotéticamente Kusunoki Masashige se suicidó. Tokugawa Mitsukuni construyó una tumba en su honor durante el siglo XVII.
El camino hasta el honden consiste en una pasarela dominada por puertas torii, linternas de piedra (tōrō) y estatuas de perros guardianes (llamados komainu). El techo de la sala principal está decorado por paneles individuales que son poco comunes en templos sintoístas. Minatogawa además cuenta con un santuario auxiliar, cuyo edificio destaca por las abundantes linternas de papel (chōchin) que lo decoran.
|                                   |
| El haiden del santuario principal |

|                                                             |
| Pasarelas de torii que dan paso al santuario Kusumoto Inari |

|                                        |
| Linternas de papel del templo auxiliar |

|                       |
| Estatua de un komainu |